# Familia imperial brasileña

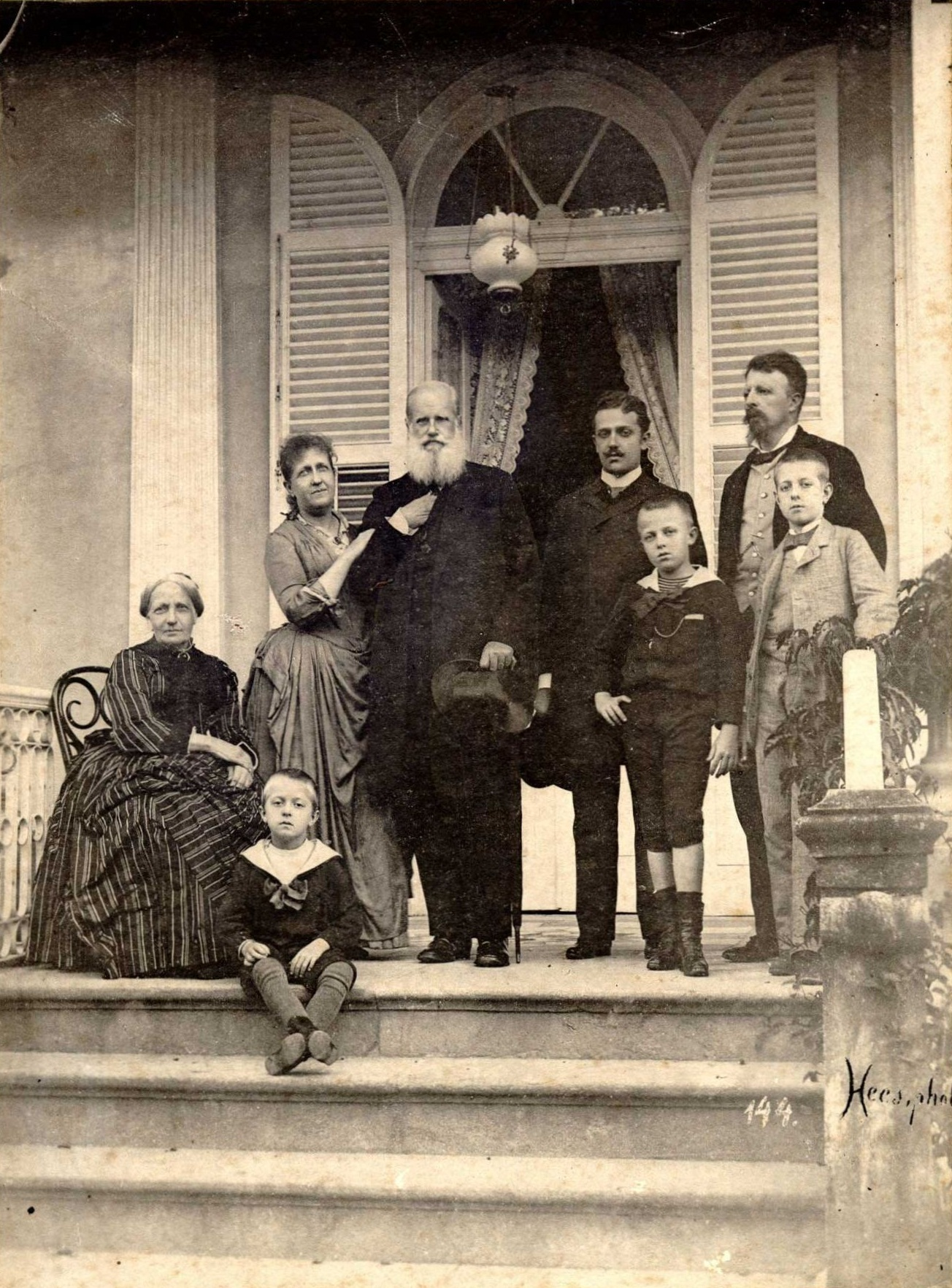
La familia imperial brasileña en 1889.

La familia imperial brasileña gobernó el Imperio de Brasil entre 1822 y 1889, desde la Independencia de Brasil por el príncipe real Pedro de Braganza, quien más tarde fue aclamado Emperador como Pedro I de Brasil, hasta la deposición de Pedro II durante la Proclamación de la República, en 1889.
Según la Constitución de 1824 —primera carta constitucional brasileña— a los diversos miembros de la familia imperial, les eran reconocidos los siguientes tratamientos: 
- Su Majestad Imperial (S.M.I.): reservado al emperador y a la emperatriz;
- Su Alteza Imperial (S.A.I.): reservado al heredero del trono brasileño (príncipe imperial) y al primogénito de este (príncipe de Gran Pará);
- Su alteza (S.A.) era reservado a los demás príncipes (hijos no primogénitos del emperador y de la emperatriz);
- Su Excelencia (S.E.) era otorgado a los restantes miembros de la familia imperial (generalmente a los hijos y nietos de los príncipes), así como a las personas que detuvieran títulos de nobleza.

## Historia
Fundada por Pedro de Alcántara de Braganza, hasta entonces príncipe real del Reino Unido de Portugal, Brasil y Algarve y príncipe regente de Brasil (representando a su padre, el rey  don Juan VI). Fue soberano de la Casa Imperial de Brasil en 1822, cuando Pedro de Alcántara proclamó la independencia de Brasil, hasta 1889, con la proclamación de la república brasileña, la cual derrumbó a la monarquía y después al emperador  don Pedro II.
Don Pedro de Alcántara, entonces, se proclamó emperador de Brasil, siendo aclamado en todo el territorio. Fue organizada, dos años después de la independencia, la constitución del Imperio de Brasil de 1824 —la primera carta constitucional brasileña—, siendo el emperador, según la misma, el jefe de Estado y jefe de Gobierno del Imperio de Brasil, así como el jefe del Poder Moderador y del Poder Ejecutivo.
Siguiendo la tradición de las monarquías ibéricas, son considerados miembros de la familia imperial brasileña los parientes más próximos al emperador de Brasil, desacreditando a aquellos que renunciaron a sus derechos dinásticos. Con la proclamación de la república en 1889, y consecuente extinción del Imperio de Brasil en esa fecha, fue creado el título de jefe de la Casa Imperial de Brasil para el heredero aparente al trono extinto, siendo considerados como miembros de la familia imperial brasileña, los parientes más próximos al jefe de la casa imperial, desacreditando a aquellos que renunciaron a sus derechos dinásticos.

## Orleans y Braganza

Escudo de los Orleans y Braganza

Con la boda de Isabel de Braganza, princesa imperial de Brasil, con el príncipe Gastón de Orleans, conde de Eu, en 1864, la Casa Imperial se asoció con la Casa de Orleans, que se compone de la Casa Real de Francia. Se inició, así, una nueva rama dinástica en Brasil: Orleans y Braganza (u Orleães e Bragança), que nunca tuvo la oportunidad de reinar en Brasil.
De los cuatro hijos de este matrimonio, dos generaron descendencia y, hoy, esa rama familiar cuenta con más de treinta miembros. Muchos renunciaron para sí mismos y para sus descendientes, los derechos de sucesión al trono imperial, perdiendo títulos y procedencia en la familia imperial.
En 1909, Gastón decidió garantizar a sus hijos los supuestos derechos de la sucesión orleanista al trono francés. Con base en negociaciones con la Casa de Orleans, compuesta por la Casa Real de Francia, que provino de un documento denominado Pacto de Familia, o Declaración de Bruselas. Con este fue creado el título de príncipe de Orleans y Braganza, el cual prevalece sólo en ese ramo de la familia.

## Sajonia-Coburgo y Braganza

Escudo de los Sajonia-Coburgo y Braganza.

Otra rama de la familia imperial tuvo inicio con la unión de Leopoldina y Luis Augusto, en 1864. Como Isabel tardaba en alumbrar un heredero al trono brasileño, los dos primeros hijos de Leopoldina, Pedro Augusto y Augusto Leopoldo, fueron añadidos a la línea de sucesión brasileña, cuidando de haber sido dados a luz en suelo nacional. Fueron excluidos de la orden sucesoria después del nacimiento de los hijos de Isabel.
Pedro Augusto murió sin dejar descendencia. Augusto Leopoldo, por su parte, generó ocho hijos. Su sexta hija, (tercera mujer) Teresa Cristina, mantuvo la nacionalidad brasileña y perpetuó la casa de Sajonia-Coburgo y Braganza, que hoy es regida por su hijo Carlos Tasso.  La precedencia de esta rama en la línea de sucesión al trono brasileño es, a pesar de todo, rechazada.

## Exilio y rehabilitación

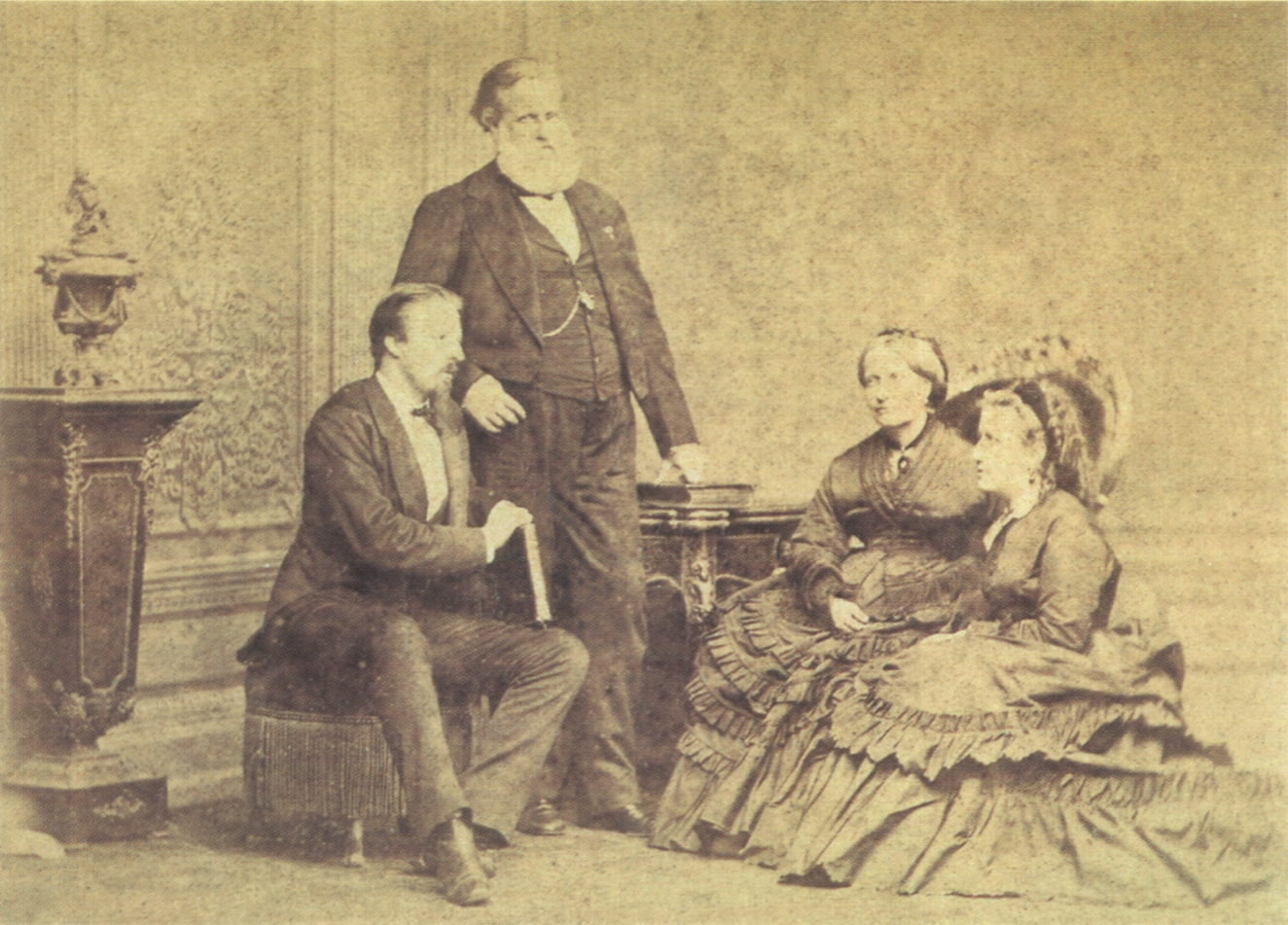
La familia imperial en el Segundo Reinado, alrededor de 1870. De la izquierda para la derecha: conde de Eu, Pedro II, Teresa Cristina e Isabel. Foto por Alberto Henschel.

Los primeros miembros de la familia imperial negados a regresar a Brasil fueron Amelia, segunda esposa de Pedro I, y su hija, María Amelia. Con la abdicación del primer emperador y su coronación como rey de Portugal, muchos entendieron que Amelia había perdido sus derechos en la Casa Imperial. Su hija, por otro lado, había nacido en el extranjero, con su padre fuera del trono brasileño, lo que, para muchos, impedía el cumplimiento de los requisitos para ser considerada princesa de Brasil. De esa manera, durante el período regencial, fue interrumpida la ayuda financiera a la emperatriz viuda y a su hija. Además de eso, por temor de que influenciaran de alguna manera al joven Pedro II, se les prohibió pisar suelo brasileño. Sólo cuando el sucesor del trono fue proclamado, la situación de ambas cambió. En 1841, el Senado, por pedido del vizconde de Sepetiba, permitió el reconocimiento de la precedencia de María Amelia y restableciendo así, la ayuda para ambas. 
Con la proclamación de la república brasileña el 15 de noviembre de 1889, la familia imperial se exilió en Francia y Austria-Hungría. Embarcaron a bordo del barco Sergipe: Pedro II, Teresa Cristina, Isabel, Gastón, Pedro de Alcántara, Luis María, Antonio Gastón y Pedro Augusto. En la comitiva que acompañaba la familia imperial, estaban André Rebouças; el conde de Carapebus; el barón de Loreto y su esposa, Maria Amanda Paranaguá Dória, baronesa de Loreto; el vizconde de Oro Negro y su hijo, el conde de Afonso Celso; y el conde de Moto Maia. Augusto Leopoldo se encontraba a bordo del crucero Almirante Barroso, en viaje de circunnavegación. El padre de este, Luís Augusto, residía en Austria desde el fallecimiento de Leopoldina. 
Además del destierro, el gobierno republicano confiscó y subastó muchos de los bienes de la familia imperial. En 1890, trece subastas de bienes de la Casa Imperial fueron realizadas.
El presidente Epitácio Pessoa, por decreto presidencial, el 3 de septiembre de 1920, revocó la Ley del destierro. La familia imperial pudo entonces volver al suelo brasileño. La ocasión fue aprovechada para repatriar los restos mortales del último emperador y de su consorte, que serían trasladados de Portugal, un año después. De los nueve miembros de la familia imperial originalmente exiliados, solamente dos regresaron vivos a Brasil: Pedro de Alcântara y su padre, Gastón, falleció el año siguiente, a bordo del navío Massilia, cuando iba camino a Brasil, para la celebración del centenario de la independencia. A pesar de la prohibición entonces en vigor, Luis intentó desembarcar en Río de Janeiro en 1906, pero fue impedido por las autoridades locales. Falleció el año de la revocación de la ley del destierro, en 1920.
Actualmente, los restos de cinco miembros de la familia imperial exiliados en 1889, están sepultados en Brasil, todos en el Mausoleo Imperial, Petrópolis: Pedro II y Teresa Cristina, cuyos restos fueron trasladados del Panteão de los Braganças, Lisboa, en 1921, para el centenario de la Independencia de Brasil; Isabel, removida del cementerio de Eu en 1953; Gastón; y Pedro de Alcântara, transferidos del cementerio de Petrópolis en 1990, junto con su esposa, Isabel Dobrzensky. Luis María y Antonio Gastón están sepultados en la Capilla Real de Dreux, Francia, donde la esposa del primero, María Pía, fue sepultada en 1973. Pedro Augusto, Augusto Leopoldo y Luís Augusto están sepultados en la cripta de la Iglesia de San Agustín, en Coburgo, Alemania, donde la esposa del último, Leopoldina, fuera enterrada en 1871.
En 1954, fueron transferidos para la Capilla Imperial, São Paulo, los restos de la primera emperatriz, Leopoldina, los cuales se encontraban en el Convento de San Antonio, Río de Janeiro. En el Convento de San Antonio están sepultados algunos de los hijos de ambos emperadores: Miguel, João Carlos, Paula Mariana, Afonso Pedro y Pedro Afonso, además de Luisa Victoria, hija no nacida de Isabel. En 1972, por ocasión del sesquicentenario de la Independencia, los restos de Pedro I fueron trasladados del Panteón de los Braganzas, Lisboa, para la Capilla Imperial. El cuerpo de su segunda esposa, Amelia, sólo fue transferido del Panteón de los Braganzas para la Capilla Imperial en 1982. Ese mismo año, el cuerpo de su hija, María Amelia, fue transferido del Panteón de los Braganzas para el Convento de San Antonio.

## Disputa dinástica
Entre los descendientes del matrimonio de la princesa Isabel de Brasil con el Conde de Eu, o sea, los Orleans y Braganza, existen dos ramas dinásticas que se disputan el extinto trono imperial brasileño.
Los descendientes del primogénito del matrimonio, Pedro de Alcântara de Orléans y Braganza, son llamados la rama de Petrópolis, mientras que los descendientes de su hermano, segundo hijo de la pareja, Luís Maria Filipe de Orléans y Braganza, son llamados la rama de Vassouras, poseedores actuales de jure del título de Príncipe Imperial de Brasil y de Jefe de la Casa Imperial de Brasil.
El actual jefe de la casa imperial es el príncipe Bertrand de Orléans e Bragança y su hermano, Antonio de Orleans-Braganza es el actual príncipe imperial.

## Emperadores de Brasil

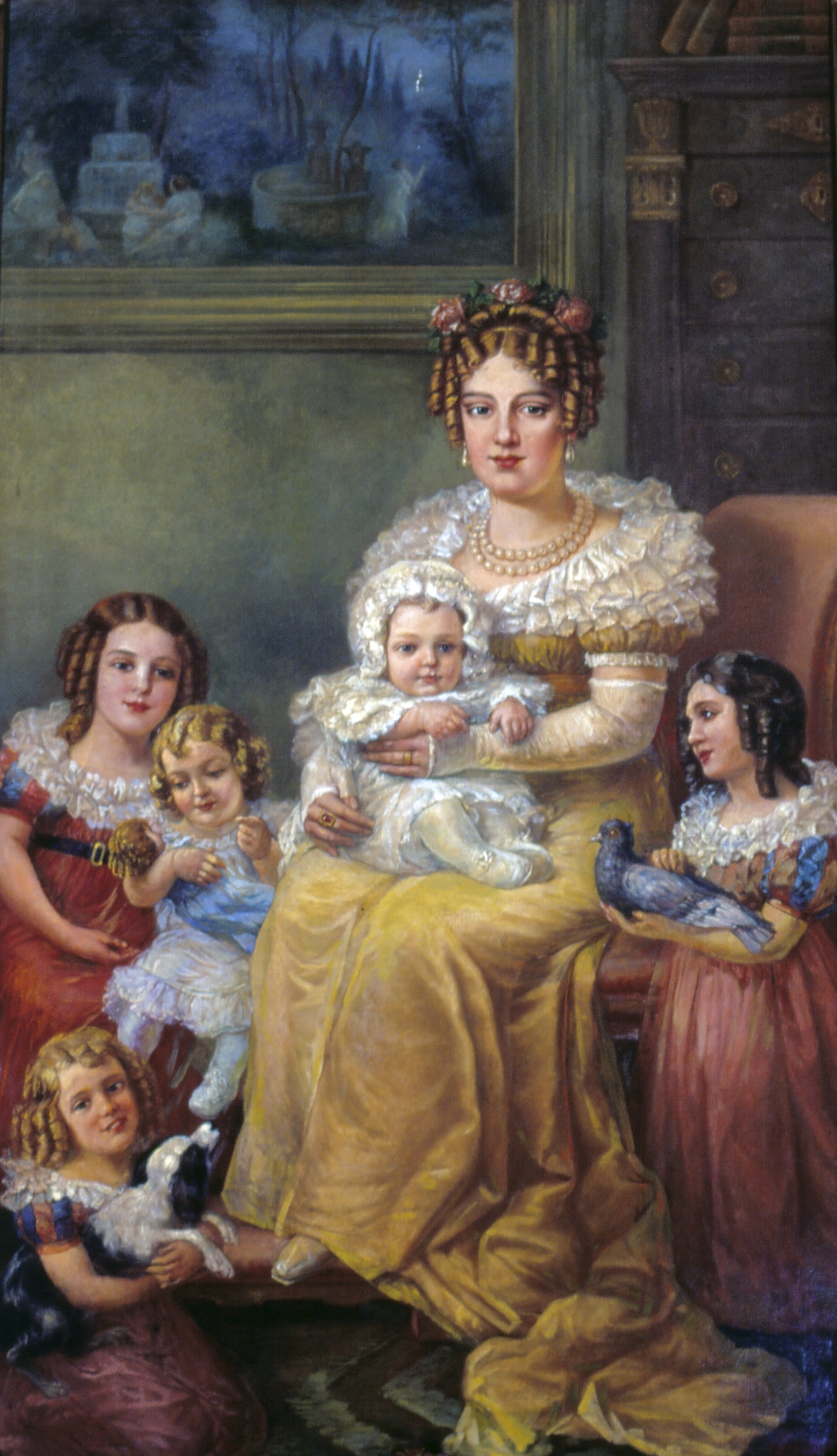
Leopoldina con Pedro II en el regazo y rodeada por María de la Gloria, Paula Mariana, Francisca Carolina y Januaria María.

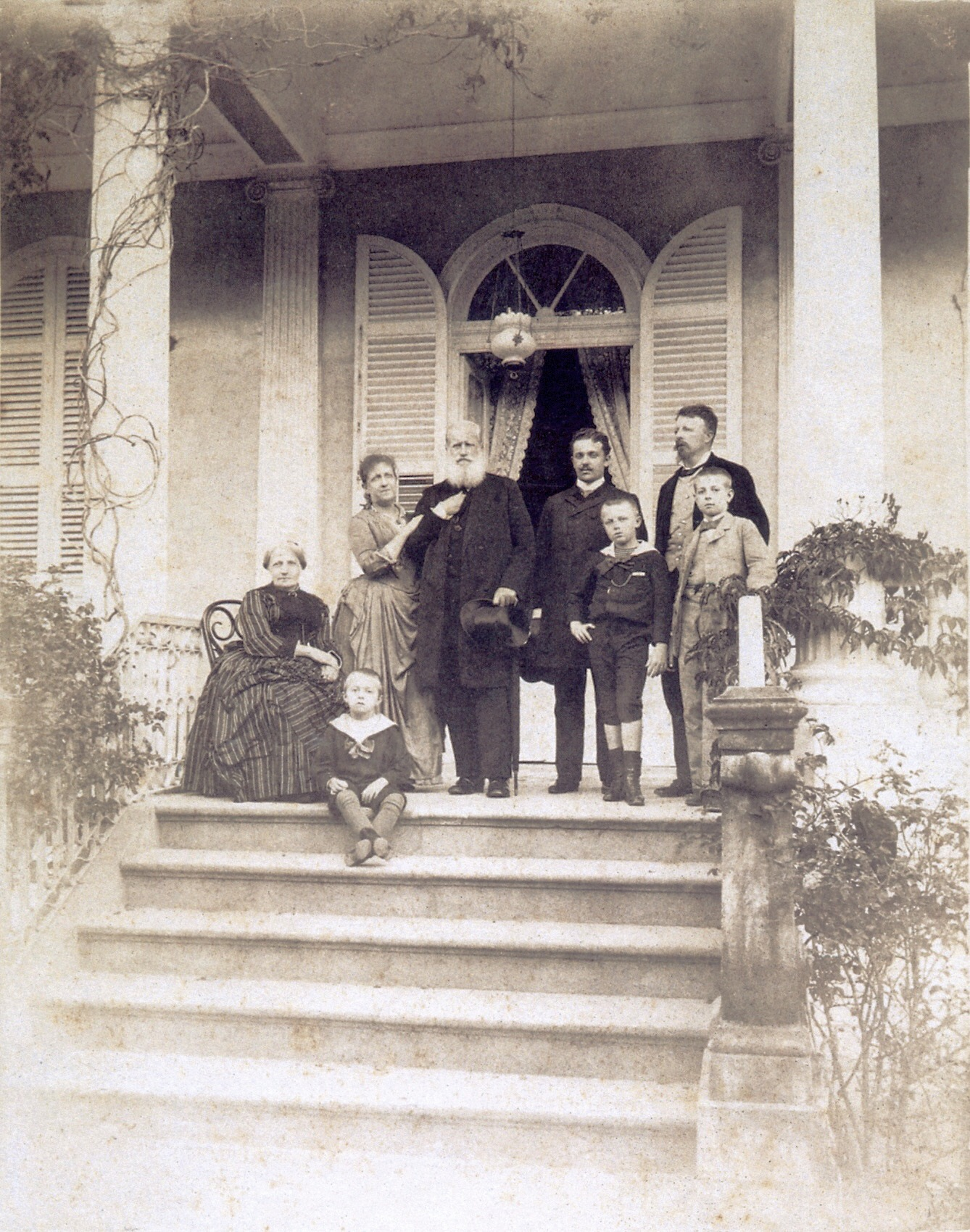
Teresa Cristina, Antonio Gastón, Isabel, Pedro II, Pedro Augusto, Conde de Eu, Luis María y Pedro de Alcántara, en la Casa de la Princesa Isabel – Petrópolis, 1888. Foto por Otto Hees.

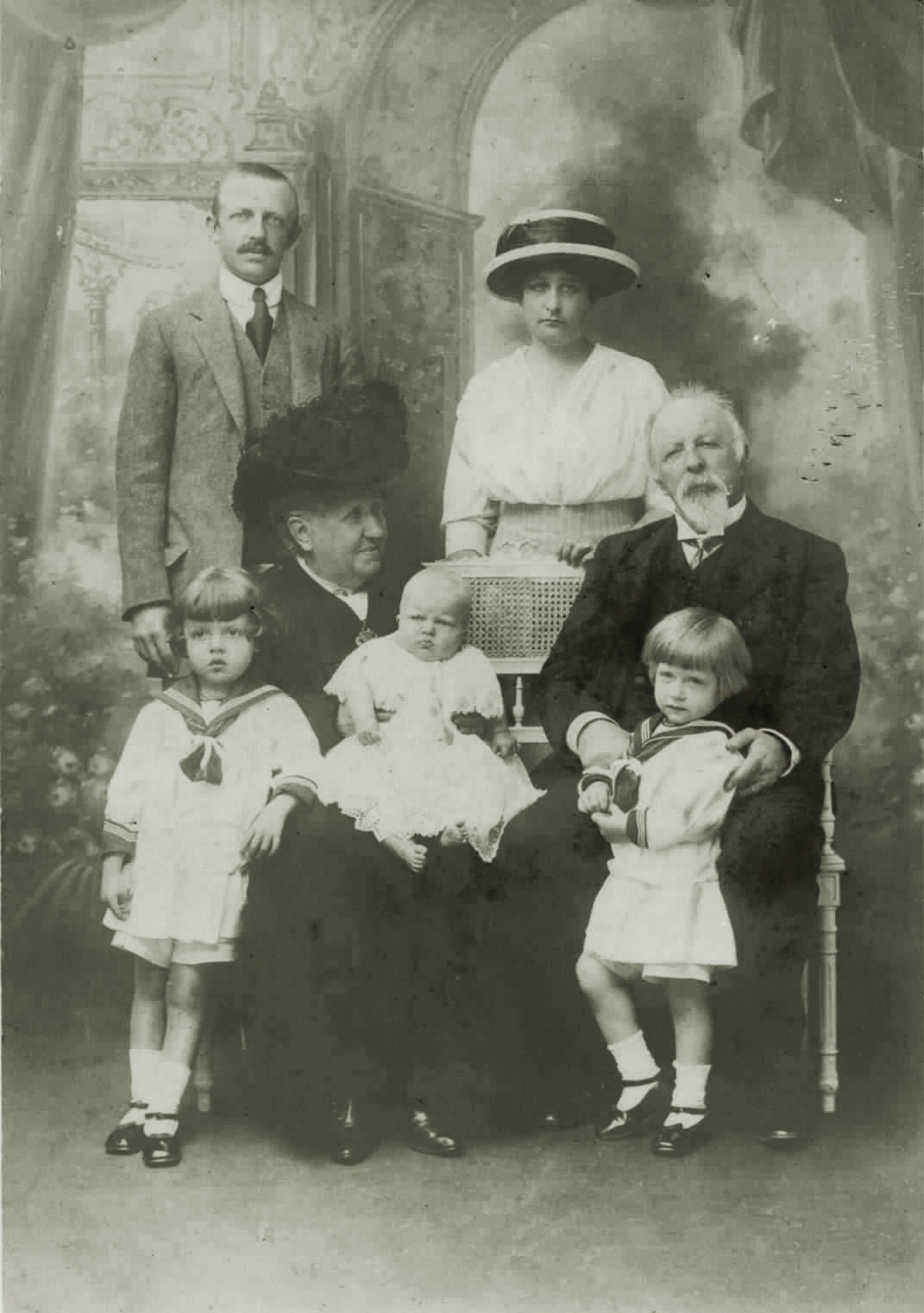
La familia imperial, después de la abdicación de Pedro de Alcántara: Isabel y el conde d'Eu con Luis María, María Pía y sus hijos – Pedro Henrique, Pía María y Luis Gastón.

Fueron emperadores del Imperio de Brasil:
- Juan VI de Portugal (1825-1826), de jure,
- Pedro I de Brasil (1822-1831),
- Pedro II de Brasil (1831-1889), habiendo sido proclamado sólo en 1840.

Fueron emperatrices del Imperio de Brasil:
- Carlota Joaquina de Borbón (1825-1826), de jure,
- María Leopoldina de Austria (1822-1826),
- Amelia de Beauharnais (1829-1831), siendo después una emperatriz viuda,
- Teresa Cristina de Borbón-Dos Sicilias (1842-1889).

## Familia Imperial

### Primer Imperio
En 1831, año de la abdicación de Pedro I, esta era la composición de la familia imperial brasileña:
- Su Majestad Imperial, Pedro I, emperador de Brasil,
- Su Majestad Imperial, Amelia, emperatriz de Brasil,
- Su Alteza Imperial, Pedro, príncipe imperial de Brasil,
- Su Alteza Imperial, María, princesa de Gran Pará,
- Su Alteza, Januaria, princesa de Brasil,
- Su Alteza, Paula Mariana, princesa de Brasil,
- Su Alteza, Francisca, princesa de Brasil,
- Su Alteza, María Amelia, princesa de Brasil,
- Su Alteza, Isabel María, duquesa de Goias.

### Segundo Imperio
En 1889, año de la proclamación de la república de Brasil, esta era la composición de la familia imperial brasileña:
- Su Majestad Imperial, Pedro II, emperador del Brasil,
- Su Majestad Imperial, Teresa Cristina, emperatriz de Brasil,
  - Su Alteza Imperial, Isabel, princesa imperial de Brasil,
  - Su Alteza Imperial, Gastón, príncipe imperial consorte de Brasil y conde de Eu,
    - Su Alteza Imperial, Pedro, príncipe del Gran Pará,
    - Su Alteza, Luis María, príncipe de Brasil,
    - Su Alteza, Antonio Gastón, príncipe de Brasil,

  - Su Alteza, Luis Augusto, duque de Sajonia y príncipe de Sajonia-Coburgo-Gotha (viudo de la princesa Leopoldina),
    - Su Alteza, Pedro Augusto, príncipe de Sajonia-Coburgo-Gotha,
    - Su Alteza, Augusto Leopoldo, príncipe de Sajonia-Coburgo-Gotha,
- Su Alteza Real, Jenara, condesa de Áquila (hermana de Pedro II),
- Su Alteza Real, Francisca, princesa de Joinville (hermana de Pedro II).

### Post-proclamaciones de la república brasileña
Actualmente, de jure, la familia imperial es compuesta por las siguientes personas:
- Su Alteza Imperial y Real, Bertrand, jefe de la Casa Imperial de Brasil y príncipe de Orleans y Braganza (tercer nieto de Pedro II) (1938-2022)
- Su Alteza Imperial y Real, Rafael, príncipe imperial de Brasil y príncipe de Orleans y Braganza
- Su Alteza Real, Leonor, princesa de Brasil y princesa de Orleans y Braganza
- Su Alteza Eleonora, princesa de Ligne.

## Títulos
Estos son los títulos de la familia imperial:
- Jefe de la Casa Imperial de Brasil (Emperador de Brasil de jure)
- Príncipe Imperial de Brasil
- Príncipe del Gran-Pará
- Príncipe de Brasil